# Claudia Kohde-Kilsch
Claudia Kohde-Kilsch (Saarbrücken, Alemania Federal, 11 de diciembre de 1963) es una tenista alemana en la década de los 80 y la primera mitad de los 90, ganadora de 9 títulos de la WTA en categoría individual y de 25 en dobles, llegando a ser n.º 4 del mundo en individuales y n.º 3 en dobles. Ganó dos torneos de Grand Slam en la modalidad de dobles y la Copa Federación de 1987.
En los Juegos Olímpicos de Seúl 88 conquistó la medalla de bronce en la modalidad de dobles, junto a su compatriota Steffi Graf. Se retiró en 1994.

## Carrera

### Torneos de Grand Slam

#### Campeona en dobles (2)
| Año  | Campeonato | Compañera     | Rivales                         | Marcador         |
| 1985 | US Open    | Helena Sukova | Martina Navratilova Pam Shriver | 6-7(5), 6-2, 6-3 |
| 1987 | Wimbledon  | Helena Sukova | Betsy Nagelsen Elizabeth Smylie | 7-5, 7-5         |

#### Finalista en dobles (6)
| Año  | Campeonato           | Compañera       | Rivales                         | Marcador      |
| 1982 | Abierto de Australia | Eva Pfaff       | Martina Navratilova Pam Shriver | 4-6, 2-6      |
| 1984 | Roland Garros        | Hana Mandlíková | Martina Navratilova Pam Shriver | 7-5, 3-6, 2-6 |
| 1984 | Abierto de Australia | Helena Suková   | Martina Navratilova Pam Shriver | 3-6, 4-6      |
| 1985 | Roland Garros        | Helena Suková   | Martina Navratilova Pam Shriver | 6-4, 2-6, 2-6 |
| 1985 | Abierto de Australia | Helena Suková   | Martina Navratilova Pam Shriver | 3-6, 4-6      |
| 1988 | Roland Garros        | Helena Suková   | Martina Navratilova Pam Shriver | 2-6, 5-7      |

### Títulos

#### Individuales (9)
| Clasificación        |
| Grand Slam (0)       |
| WTA Championship (0) |
| Tier I (0)           |
| Tier II (0)          |
| Tier III (0)         |
| Tier IV (1)          |
| Tier V (1)           |
| VS (6)               |

| Títulos por superficie |
| Cemento (1)            |
| Tierra (4)             |
| Hierba (1)             |
| Moqueta (3)            |

| N.º | Fecha                    | Torneo      | Superficie | Rival             | Resultado     |
| 1.  | 18 de enero de 1981      | Toronto     | Moqueta    | Nina Bohm         | 4–6, 6–2, 7–5 |
| 2.  | 12 de julio de 1981      | Gstaad      | Tierra     | Isabelle Villiger | 6–1, 4–6, 6–2 |
| 3.  | 19 de julio de 1981      | Kitzbühel   | Tierra     | Sylvia Hanika     | 7–5, 7–6      |
| 4.  | 31 de enero de 1982      | Pittsburgh  | Moqueta    | Eva Pfaff         | 6–4, 6–0      |
| 5.  | 25 de marzo de 1982      | Austin      | Moqueta    | Helena Sukova     | 7-6, 0-6, 6-3 |
| 6.  | 20 de mayo de 1984       | Berlín      | Tierra     | Kathleen Horvath  | 7–6, 6–1      |
| 7.  | 4 de agosto de 1985      | Los Ángeles | Cemento    | Pam Shriver       | 6–2, 6–4      |
| 8.  | 12 de junio de 1988      | Birmingham  | Hierba     | Pam Shriver       | 6–2, 6–1      |
| 9.  | 16 de septiembre de 1990 | Kitzbühel   | Tierra     | Rachel McQuillan  | 7–6, 6–4      |

#### Finalista (8)
- 1984: Hilton Head, ante Chris Evert.
- 1984: Zúrich, ante Zina Garrison.
- 1984: Pan Pacific, ante Manuela Maleeva.
- 1985: Montreal, ante Chris Evert.
- 1986: Washington, ante Martina Navratilova.
- 1986: Marco Island, ante Chris Evert.
- 1986: Amelia Island, ante Steffi Graf.
- 1987: Berlín, ante Steffi Graf.